# بطرام

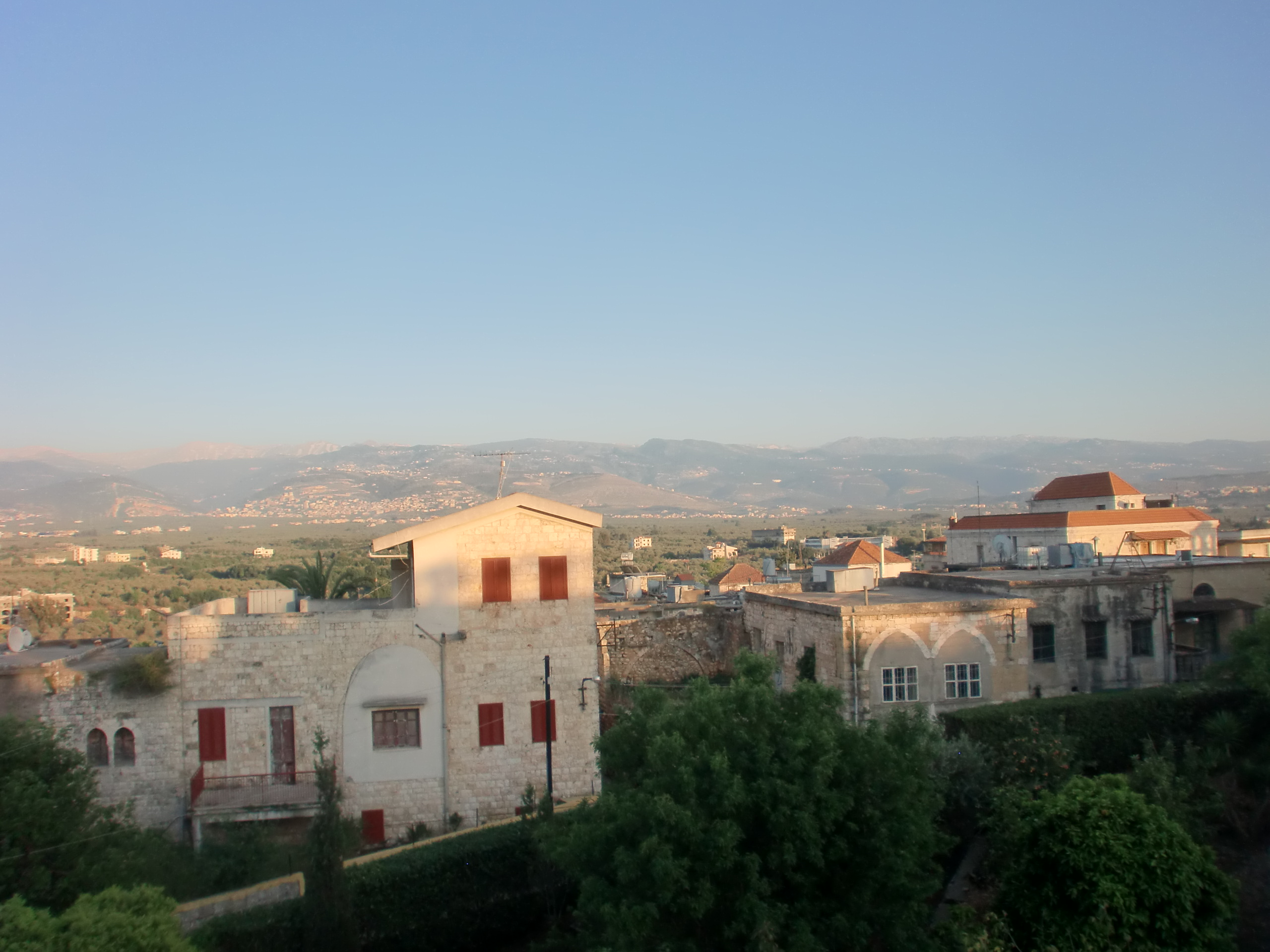
قرية بطرام في لبنان

بطرام هي قرية لبنانية من قرى قضاء الكورة في محافظة الشمال.

## أعلامها
- إيلي سالم